# Leucospis elegans
Leucospis elegans is een vliesvleugelig insect uit de familie Leucospidae. De wetenschappelijke naam is voor het eerst geldig gepubliceerd in 1834 door Klug.